# Killswitch Engage
Killswitch Engage és un grup nord-americà de metalcore creat el 1999 a Westfield, Massachusetts. Ha publicat vuit àlbum d'estudi i un DVD. Han venut més d'un milió de discs als Estats Units i han estat considerats àmpliament com «un dels fundadors de metalcore».

## Història

### Primers anys (1999)
Killswitch Engage es va formar quan les dues bandes de metalcore, Overcast i Aftershock es van dissoldre en la dècada dels anys 1990. Després de la dissolució d'Overcast en el 1998, el baixista Mike d'Antonio juntament amb el guitarrista d'Aftershock Adam Dutkiewicz. Dutkiewicz va reclutar al guitarrista d'Aftershock Joel Stroetzel, i el vocalista Jesse Leach de la banda Nothing Stays Gold (on van signar amb un segell discogràfic propietat del germà de Dutkiewicz Tobias Dutkiewicz, que era també el vocalista a Aftershock), per formar una nova banda, Killswitch Engage. El nom del grup deriva d'un episodi de la sèrie de televisió The X Files titulat "Kill Switch", escrit per William Gibson
Gibson va anomenar al seu episodi després d'una trobada casual amb la banda industrial Kill Switch... Klick.
El 1999, Killswitch Engage va registrar una maqueta que conté quatre cançons, incloent «Soilborn», primera cançó de Killswitch Engage. La demo va ser llançada per primera vegada en el primer concert de la banda,a l'acte d'obertura de la banda de Death metall melòdic In Flames, al novembre de 1999.

### Killswitch Engage(2000)
Van llançar el seu àlbum debut l'any 2000. Encara que al principi l'àlbum no va tenir èxit financer ni a les llistes d'èxits, va atreure l'interès de Carl Severson, que treballava a Roadrunner Records per aquell temps. Severson va presentar Killswitch Engage a diversos representants de Roadrunner. Mike Gitter, un agent de talents de la companyia, en contacte amb D'Antonio, el qual van assistir diversos dels espectacles de la banda, i va oferir a la banda un contracte discogràfic amb Roadrunner.
En adonar-se que Roadrunner tenia els recursos per promoure i distribuir comunicats de Killswitch Engage, la banda va acceptar la seva oferta, disminuint així diverses propostes de segells més petits.

### Alive or Just Breathing(2002)
Per un breu període entre 2000 i 2001, l'ex guitarrista de Overcast Pete Cortese es va unir Killlswitch Engage, però va deixar la banda en 2001 quan va ser pare.
Killswitch Engage va començar a escriure nou material per al seu segon àlbum al novembre de 2001. Mesclat al gener del 2002 als estudis Backstage pel productor Andy Sneap, l'àlbum va ser titulat Alive or Just Breathing per lletra de la cançó «Just Barely Breathing». El vídeo musical del senzill «My Last Serenade» va augmentar l'exposició de la banda, i l'àlbum va aconseguir el lloc número 37 en la llista Top Heatseekers.

### Nou cantant i bateria (2003)

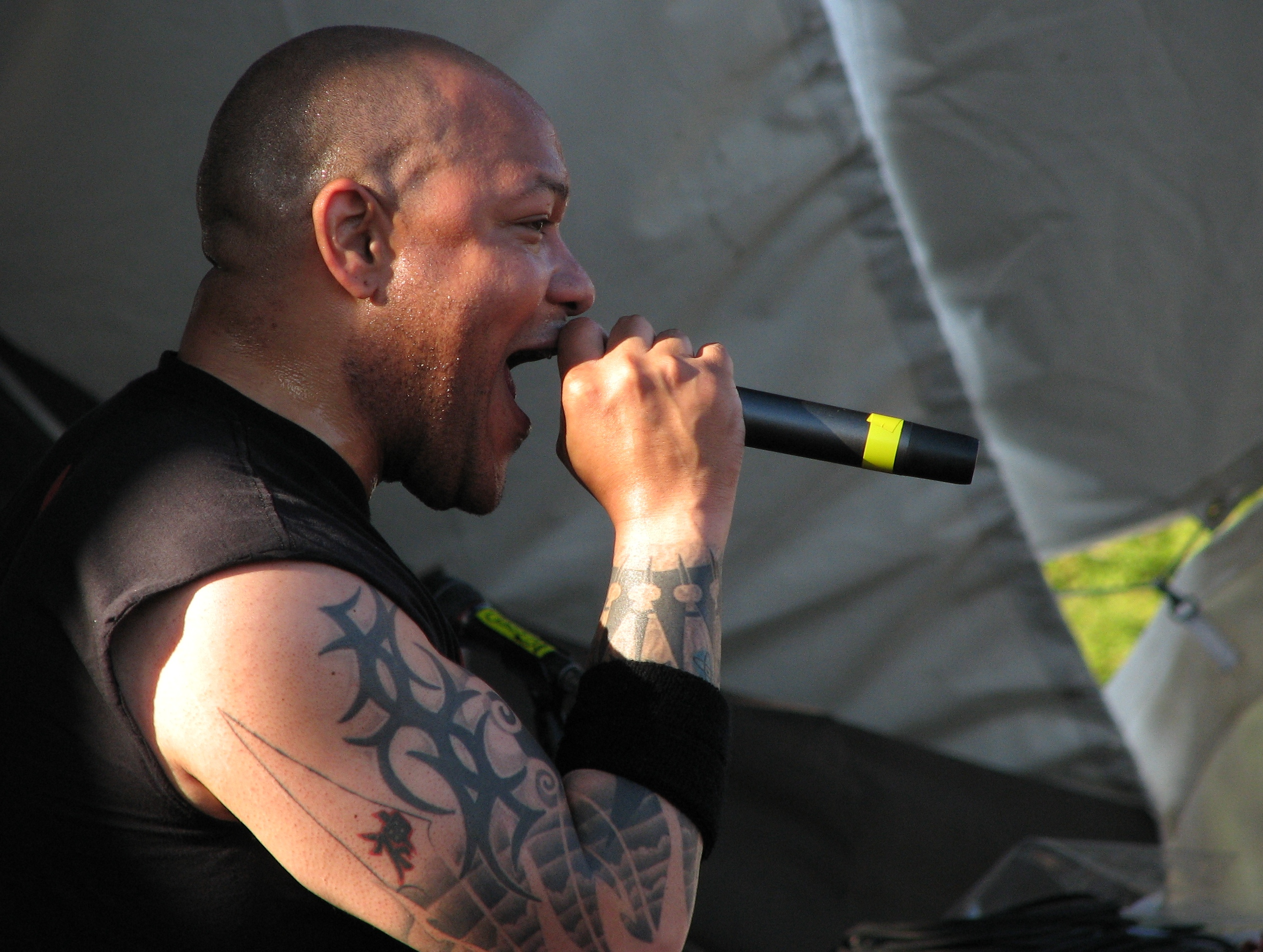
Howard Jones és el segon vocalista de Killswitch Engage, qui va reemplaçar a Jesse Leach poc després de la seva partida l'any 2002.

Després de l'àlbum Alive or Just Breathing, que va ser escrit i enregistrat per dos guitarristes, la banda va decidir expandir-se i convertir-se en un quintet; Dutkiewicz es va traslladar a la guitarra i l'ex bateria d'Aftershock Tom Gomes va prendre la seva posició. Després Leach es va casar el 20 d'abril del 2002 i va començar a viatjar, i una altra vegada va caure en una depressió. Leach va abandonar la banda uns dies abans d'un concert previst enviant-los un correu electrònic dient que ho havia deixat (la banda). D'Antonio, va dir en una entrevista que: "Després de tres anys de sortir junts, i tenint-lo com un germà, per obtenir només un correu electrònic... va ser una mica dur".
La banda immediatament va començar a buscar un vocalista de substitució i li van proposar a Howard Jones de la banda Blood Has Been Shed. A Jones no li agradava el so de la banda quan va escoltar-los per primera vegada. Va comentar: "Jo estava com, Meh... Vinc del hardcore i metall més brut, i Killswitch sonava tan net. Però com més ho vaig escoltar, em vaig adonar que hi havia algunes cançons són molt bones ". Philip Labonte d'All That Remains va passar la prova de veu principal, però va perdre amb l'actual vocalista del grup Howard Jones. Sense haver sentit tota la discografia, Jones va haver de memoritzar set cançons per al seu debut en el Hellfest 2002.
La nova formació van tocar a la gira Road Rage al Regne Unit i als Països Baixos el 2002 amb 36 Crazyfists i Five Pointe O. La gira va continuar fins al Cap d'Any, i el 2003 van compondre la primera cançó que comptava amb Jones, «When Darkness Falls», que va aparèixer a la banda sonora de la pel·lícula de terror de 2003 Freddy contra Jason. Després del Ozzfest de 2003, el bateria Gomes va deixar la banda perquè volia passar més temps amb la seva esposa, per seguir en la seva banda Something of a Silhouette, i perquè estava cansat de viatjar. Va ser reemplaçat pel Justin Foley de Blood Has Been Shed, i la primera gira de Foley amb la banda va ser en MTV2 Headbangers Ball el 2003.

### The End of Heartache(2004
The End of Heartache va sortir l'11 de maig del 2004, i va arribar al número 21 en el Billboard 200 amb 38.000 vendes en una setmana. També va aconseguir la posició 39 de la llista d'àlbums d'Austràlia. Va arribar a vendre més de 500.000 còpies als EUA i va ser certificat el Disc d'Or el 7 de desembre del 2007.
L'àlbum va rebre crítiques positives de Jon Caramanica de la Rolling Stone anomenant l'àlbum "una impressionant col·lecció de temes, que conserva gran part de la seva brutalitat de la sintonia musical"
«The End of Heartache» va esdevenir el tema principal de la pel·lícula Resident Evil: Apocalypse, i en 2005 la cançó va ser nominada en la Best Metal Performance en la 47a edició dels Grammy Awards. A finals de 2004, The End of Heartache va ser re-llançat com un àlbum d'edició especial, amb un segon disc amb diverses presentacions en viu, un bonus track japonès, i una versió re-gravada de «Irreversal». Durant l'estiu de 2005, la banda va tornar pel Ozzfest, i l'1 de novembre de 2005, Alive or Just Breathing va ser re-llançat en el marc del 25è aniversari de Roadrunner Records. El 22 de novembre de 2005, van treure el DVD en directe (Set This) World Ablaze, i contenia un concert en viu al Palladium de Worcester, Massachusetts, un documental d'una hora de durada, i tots els vídeos musicals de la banda. El DVD va ser certificat «Gold» als EUA el 8 d'abril del 2006.

### As Daylight Dies(2006)

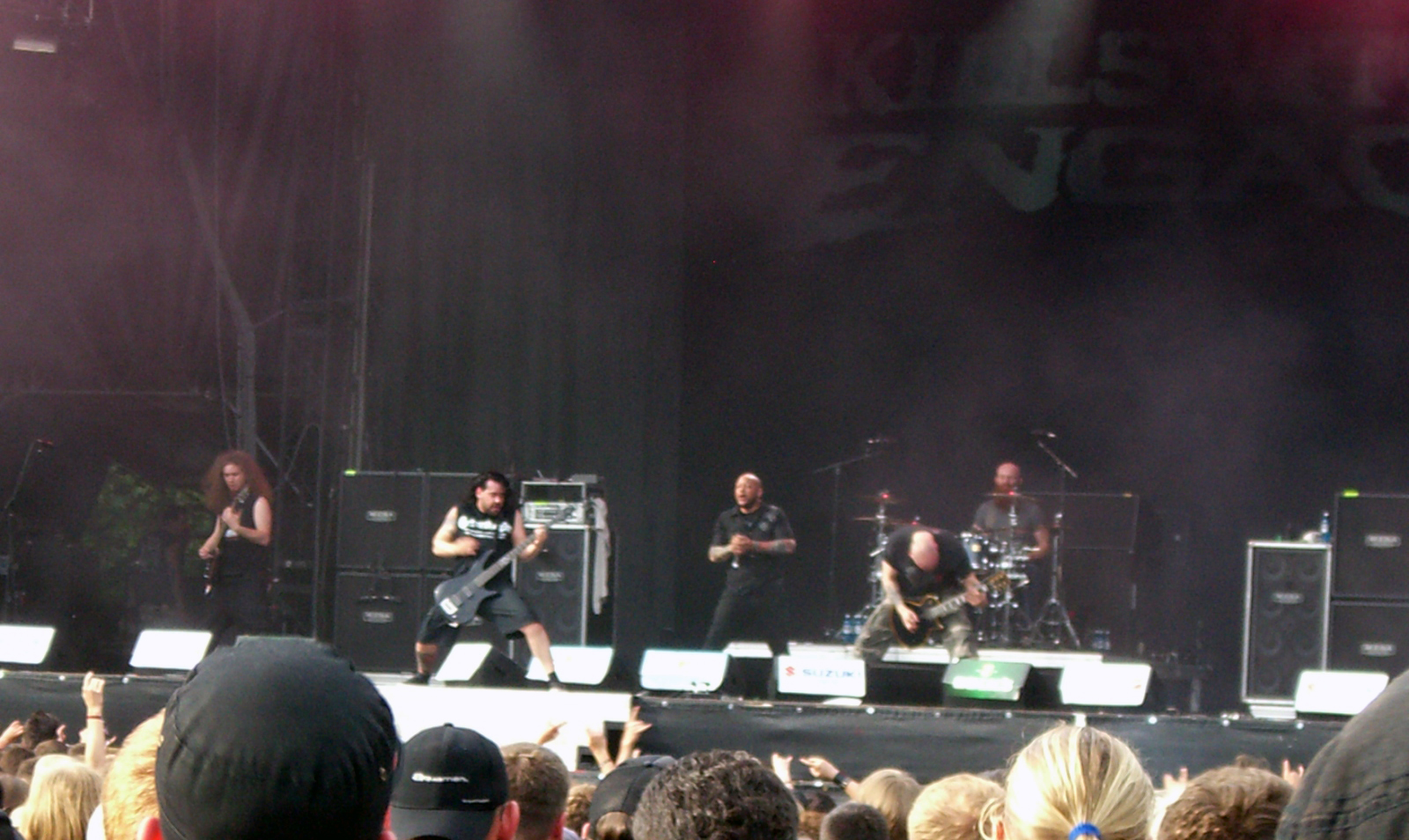
Killswitch Engage en Rock im Park en 2007.

Killswitch Engage va tocar en el Festival de Reading i Leeds a l'agost de 2006, havent ja tocat a Austràlia sense Dutkiewicz, qui patia problemes d'esquena i necessitava una cirurgia correctiva. El 23 de maig de 2006, la cançó «This Fire Burns» va ser publicada a l'àlbum WWE Wreckless Intent. La pista estava destinada a ser el nou tema de la superestrella de la WWE Randy Orton, no obstant això, va ser rebutjada i més tard va esdevenir el tema del PPV WWE Judgment Day. «This Fire Burns» es va utilitzar com a tema d'entrada per la superestrella de la WWE CM Punk fins al 25 de juliol de 2011 que la van canviar per «Cult Of Personality» de Living Colour i més tard va ser reeditada com «This Fire» en l'edició especial d'As Daylight Dies.
Enregistrat en tres mesos, As Daylight Dies va ser llançat el 21 de novembre de 2006 i va aconseguir el lloc número 32 en els àlbums Billboard Top 200 amb 60.000 vendes en la seva primera setmana. As Daylight Dies ha demostrat ser un dels àlbums més importants del grup. També va entrar a la llista d'àlbums d'Austràlia en el número 29. Les mescles van ser a càrrec de Dutkiewicz, i l'àlbum va rebre en la seva majoria comentaris positius, Thom Jurek d'Allmusic l'anomena «dels cinc primers candidats de metal per a l'any 2006 amb seguretat». el contribuent de Decibel Magazine Terry Nick va dir: «Anomenar addictiu As Daylight Dies seria un eufemisme. Supera al seu predecessor ja prou impressionant». Cosmo Lee de Stylus Magazine va comentar: «L'àlbum és increïblement mal seqüenciat», encara que va elogiar l'àlbum com «menys emocional de mà dura, i molt més divertit». As Daylight Dies ha venut més de 500.000 unitats als Estats Units. El primer senzill de l'àlbum, «My Curse», va aconseguir el lloc número 21 a la llista Hot Mainstream Rock, i apareix en els videojocs Guitar Hero III: Legends of Rock i Burnout Paradise i està disponible com a contingut descargable per a Rock Band i Rock Band 2. El tema «The Arms of Sorrow» va aconseguir el lloc número 31 a el mateixa llista. La versió de la banda de Dio «Holy Diver», que originalment havia estat gravada per a un àlbum recopilatori titulat Kerrang! de High Voltage, va aconseguir el lloc número 12 a la llista Mainstream Rock. A principis de 2007, la banda va haver de cancel·lar tres de les seves dates de gira per Europa amb The Haunted a causa de problemes d'esquena de Dutkiewicz. Requeria cirurgia i va ser substituït pel guitarrista de Soilwork Peter Wichers. Posteriorment va ser reemplaçat pel líder de Damageplan i The Mercy Clinic Patrick Lachman durant el No Fear Tour, Dutkiewicz es va recuperar i va ser capaç d'acabar la gira No Fear, i la banda va començar a filmar el vídeo per al segon senzill d'As Daylight Dies, «The Arms of Sorrow». El 6 d'agost de 2007, Dutkiewicz es va veure obligat a abandonar el Warped Tour pel que va poder recuperar-se plenament de la seva cirurgia de l'esquena i continuar amb la teràpia física diària. Va ser reemplaçat pel guitarrista tècnic de Killswitch Josh Mihlek, fins al seu retorn el 14 d'agost de 2007.

### Killswitch Engage(2009)

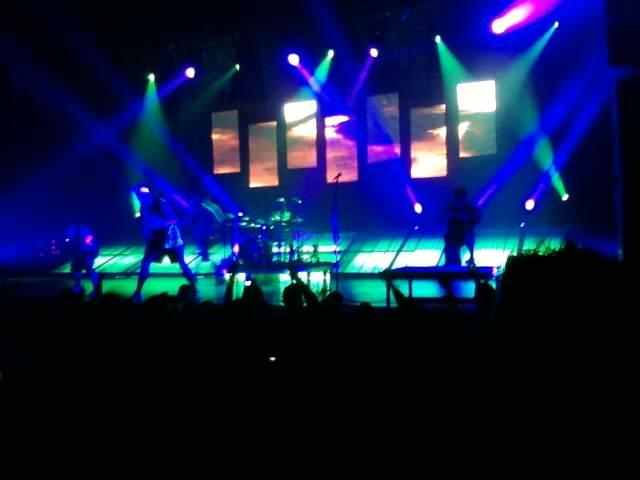
Killswitch Engage en un dels seus concerts.

Killswitch Engage va entrar en l'estudi a l'octubre de 2008 per començar a gravar el seu següent àlbum amb Dutkiewicz i Brendan O'Brien co-produint l'àlbum. A mitjan febrer, el baixista Mike D'Antonio va confirmar en una entrevista amb Metal Hammer que «la bateria estava acabada», i que ell havia «Acabat les correccions últimes del baix». També va assenyalar que Howard [Jones] es trobava a Atlanta, acabant les veus. De març a maig, Killswitch Engage van formar part del Music as a Weapon IV festival de Disturbed juntament amb Lacuna Coil, Chimaira, Suïcidi Silence, Bury Your Dead i altres. El 14 d'abril, la banda va anunciar el nom del seu àlbum com Killswitch Engage, la segona vegada que la banda ha autotitulat el nom del seu àlbum. Va ser llançat el 30 de juny de 2009, debutant en el número 7 del Billboard 200, marcant la banda més alta posició de la taula per a un àlbum. El juliol i agost, Killswitch Engage va participar al Festival Mayhem amb artistes com Marilyn Manson, Slayer, Bullet for My Valentine entre d'altres. Al febrer de 2010, el grup va anunciar que el vocalista Howard Jones no seria amb la banda durant la gira d'hivern amb The Devil Wears Prada i Dark Tranquillity a causa d'un dolor d'esquena.; amb el temps, el vocalista d'All That Remains, Philip Labonte va ser la substitució de Jones fins que Jones va poder tornar.
El 18 de març de 2010, el vocalista original Jesse Leach torna a la banda per una sèrie de cançons. A partir de llavors, Leach i Labonte s'uneixen com a vocalistes substituts per a la resta de la gira.
L'any 2010, Killswitch Engage van contribuir amb la cançó «My Obsession» per a la banda sonora de God of War: Blood & Metal.
La banda es va afegir més tard com a reemplaçament d'últim moment al Download Festival 2010 al juny, substituint el grup original, Wolfmother que no hi podia assistir.

### Disarm The Descent(2013)
Els membres de Killswitch Engage han seguit altres interessos des del llançament de Killswitch Engage. Adam Dutkiewicz va formar la banda Times of Grace amb l'ex vocalista de Killswitch Engage Jesse Leach i van treure l'àlbum debut The Hymn of a Broken Man" el 18 de gener 2011. Juntament amb Dutkiewicz i Leach, Times of Grace va agregar Joel Stroetzel a la seva formació del tour. Justin Foley va proporcionar el seguiment de bateria per a la banda Unearth en el seu nou àlbum Darkness in the Light, publicat el 5 de juliol de 2011. Foley també viatja amb la banda durant la seva gira d'estiu 2011. D'Antonio va començar la banda hardcore Death Ray Vision, amb el vocalista de Shadows Fall Brian Fair i el exguitarrista de Killswitch Engage Pete Cortese.
L'1 de desembre, Mike D'Antonio va publicar al web que Killswitch Engage entrarien a l'estudi entre el febrer i març de 2012 per gravar el seu sisè àlbum, però el 4 de gener del 2012, van anunciar que Howard Jones havia deixat definitivament la banda. En aquesta declaració, la banda no va revelar el motiu d'aquesta decisió, mantenint els motius personals.
Poc després de l'anunci de la sortida de Jones, els rumors deien que Philip Labonte (de All That Remains) oficialment assumiria la veu principal, a causa dels seus antecedents amb la banda, i per tenir una estreta amistat amb els membres.
Finalment, la banda anuncia la tornada de Jesse Leach com a cantant.
A punt de començar la seva nova gira, tots els ulls se centraven en la «nova» incorporació.

## Estil musical
El gènere de Killswitch Engage és en gran manera considerat metalcore metalcore melòdic combinant els elements del metal extrem i hardcore. Igual que moltes bandes de metalcore, Killswitch Engage incorpora tant el cant i veu gutural en la seva música. El 2009, MTV, mentre que van nomenar «les més grans bandes de metal de tots els temps» es van referir a Killswitch Engage com «un dels fundadors de metalcore» Jason D. Taylor d'Allmusic, va dir Alive or Just Breathing és «un àlbum de metal pur que, aparentment, ha tingut en compte qualsevol tendència de moda i en el seu lloc es basa únicament en l'habilitat i experiència per modelar algunes de les més carnoses del heavy metal des dels dies de glòria de Metallica i Slayer». També fent referència al romanticisme de les melodies.

## Membres
| Membres actuals - Adam Dutkiewicz – Guitarra líder, cors (2002-present), bateria (1999-2002) - Joel Stroetzel – Guitarra rítmica (1999-present), guitarra líder (1999-2002) - Mike D'Antonio – Baix (1999-present) - Jesse Leach – Vocalista (1999-2002, 2012-present) - Justin Foley – Bateria (2003-present) | Miembros anteriores - Howard Jones – Vocalista (2002-2012) - Pete Cortese – Guitarra (2000-2001) - Tom Gomes – Batería (2002-2003) | Miembros de tour - Patrick Lachman – Guitarra (2007) - Josh Mihlek – Guitarra (2007) - Peter Wichers – Guitarra (2007) - Philip Labonte – Vocalista (2010) |

## Discografia
Àlbums d'estudi
- Killswitch Engage (2000)
- Alive or Just Breathing (2002)
- The End of Heartache (2004)
- As Daylight Dies (2006)
- Killswitch Engage (2009)
- Disarm The Descent (2013)
- Incarnate (2016)
- Atonement (2019)